# Tamás Pál Kiss

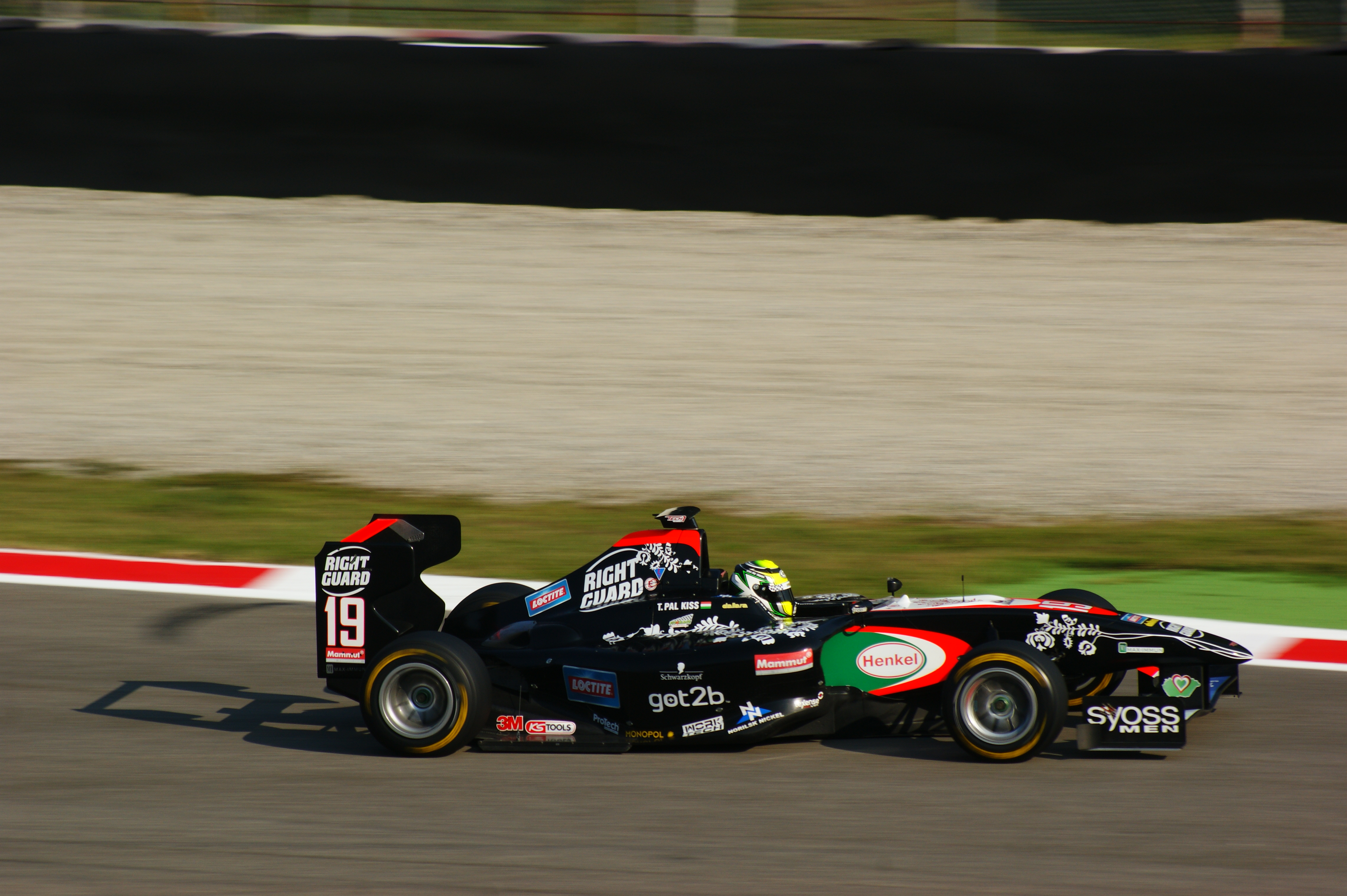
Kiss in 2011

Tamás Pál Kiss (Miskolc, 19 mei 1991) is een Hongaars autocoureur.

## Carrière

### Karting
Kiss maakte zijn kartdebuut in 1998 toen hij zeven jaar oud was. In tien jaar behaalde hij drie titels in verschillende Hongaarse kampioenschappen.

### Formule Renault
Nadat hij deelnam aan de regionale Hongaarse kampioenschappen E-2000 in 2007 en 2008, ging Kiss rijden in de LO Formule Renault 2.0 Zwitserland in 2008 voor het team Speed Box ASE. en eindigde hierin als veertiende met zes races waarin hij punten scoorde in de acht races waarin hij deelnam. In 2009 stapte hij over naar het Hitech Junior Team, om een volledig seizoen deel te nemen aan de Formule Renault UK. Hij behaalde zeventien keer punten op zijn weg naar de dertiende plaats in het kampioenschap en de derde plaats in de Graduate Cup.
Kiss bleef in 2010 in de Formule Renault UK rijden voor hetzelfde team, maar de naam werd veranderd in Atech Grand Prix. Hij verbeterde zijn positie in het kampioenschap naar de derde plaats met acht podiumplaatsen en drie overwinningen op Thruxton, Rockingham en Oulton Park.

### GP3
Op 27 maart 2011 is bevestigd dat Kiss in 2011 mag rijden in de GP3 voor het team Tech 1 Racing.